# Amfitheater van Chester
Het Amfitheater van Chester is een Romeins amfitheater in Chester in Groot-Brittannië.
Het oorspronkelijke amfitheater werd in de jaren 70 van de 1e eeuw n.Chr. gebouwd. Het hoorde bij het militaire kamp Deva Victrix en diende ter vermaak van de daar gelegerde legionairs van het Legio II Adiutrix. Mogelijk trainden deze soldaten ook in het amfitheater. Het eerste theater was gemaakt van hout en had afmetingen van 75 bij 67 meter.
Al na enkele jaren werd het houten bouwwerk afgebroken en werd een groter amfitheater van steen gebouwd. Dit nieuwe theater was 95,7 bij 87,2 meter groot en was daarmee het grootste Romeinse amfitheater op het huidige Britse grondgebied. Het amfitheater had waarschijnlijk twee verdiepingen en men schat dat het 12 meter hoog was. Op de tribunes was plaats voor 8.000 tot 10.000 toeschouwers. Rond 350 n.Chr. raakte het theater buiten gebruik, waarna het verviel.
De restanten van het amfitheater werden in 1929 bij toeval ontdekt bij de aanleg van een weg.

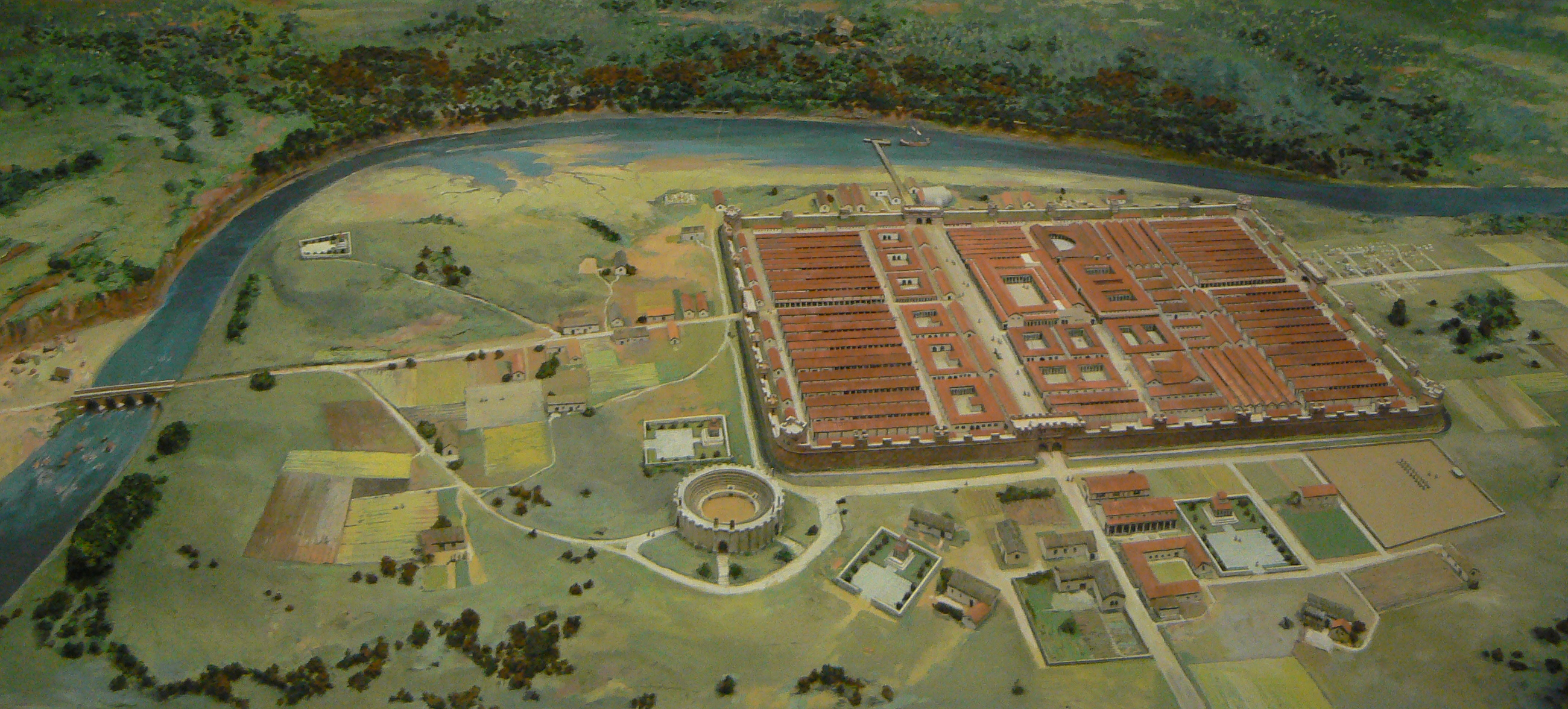
Reconstructie van Deva Victrix met het amfitheater